# 依帝安星
依帝安星（6002 Eetion）是一颗围绕太阳公转的小行星。1988年9月8日，由丹麥天文學家波爾·延森在布羅菲爾德天文台（Brorfelde Observatory）发现了此天体。
該小行星以希臘神話中，西里西亞底比人（Cilician Thebe）的國王依帝安命名。
这颗小行星的绝对星等为10.67等。